# Verder (Monique Smit)
Verder is het tweede album van Monique Smit. Het album kwam binnen op nummer 27 en bleef 7 weken in de Album Top 100.
Op het album staan onder andere Doe wat ik wil, We gaan ervoor (kom maar op), Feest voor twee en Maak je move en Een lange nacht.

## Nummers
1. "Feest voor twee" - 2:51
2. "Een lange nacht" - 2:42
3. "Tot de wekker gaat" - 3:13
4. "Vlinder" - 3:59
5. "Doe wat ik wil" - 3:35
6. "Alles draait om jou" - 2:29
7. "Dingen die je doet" - 3:09
8. "Ik wil je beter leren kennen" - 3:05
9. "Maak je move" - 3:21
10. "Gemis" - 3:49
11. "Ik wil alleen bij jou zijn" - 3:07
12. "Jij bent zeg maar" - 3:06
13. "Pak me dan, als je kan" - 3:05
14. "We gaan ervoor (kom maar op)" - 3:06

## Singles
Van het album verschenen vijf singles.
| Single met eventuele hitnotering(en) in de Nederlandse Top 40 | Datum van verschijnen | Datum van binnenkomst | Hoogste positie | Aantal weken | Opmerkingen              |
| ------------------------------------------------------------- | --------------------- | --------------------- | --------------- | ------------ | ------------------------ |
| Doe wat ik wil                                                | 2009                  | 04-07-2009            | tip4            | -            | #41 in de Single Top 100 |
| We gaan ervoor (kom maar op)                                  | 2010                  | -                     |                 |              | #56 in de Single Top 100 |
| Feest voor twee                                               | 2010                  | -                     |                 |              | #40 in de Single Top 100 |
| Maak je move                                                  | 2010                  | 25-09-2010            | tip9            | -            | #28 in de Single Top 100 |
| Een lange nacht                                               | 2011                  |                       |                 |              | #92 in de Single Top 100 |

## Hitnotering

### NederlandseAlbum Top 100
| Positie: | 27 | 42 | 50 | 81 | 65 | 82 | 58 | uit | 91 | uit |